# Karakul (fårras)
Karakul är en ras av pälsfår, som ger persianskinn.  

## Egenskaper
Karakulfår tillhör typen bredsvansade fettsvansfår, som har en näringsreserv i svansen. Denna hjälper dem att överleva under extrema väderförhållanden. De klarar hetta lika väl som köld, från +50 grader till –40 grader. De klarar också av att dricka det mycket salta vatten som finns på Uzbekistans stäpper. 

## Historia
Det finns arkeologiska fynd av karakulfårpäls från 1400 f.Kr.
Fåren härstammar från Centralasien. 

## Användning
Persian erålls antingen från lamm, som slaktas i tidig ålder, eller (kvaliteten Breitschwanz) från naturligt aborterade foster (missfall sker relativt ofta på grund av de karga levnadsvillkoren). Uppgifter finns även att dräktiga tackor slaktas för fostren. Lammens päls är vanligtvis svart, även om andra gråbruna färger (och sällsynt vit) också kan förekomma. Vuxna individer har grå päls, som ofta klipps och används till mattor. Djuren används också som mjölkdjur.

## Bilder

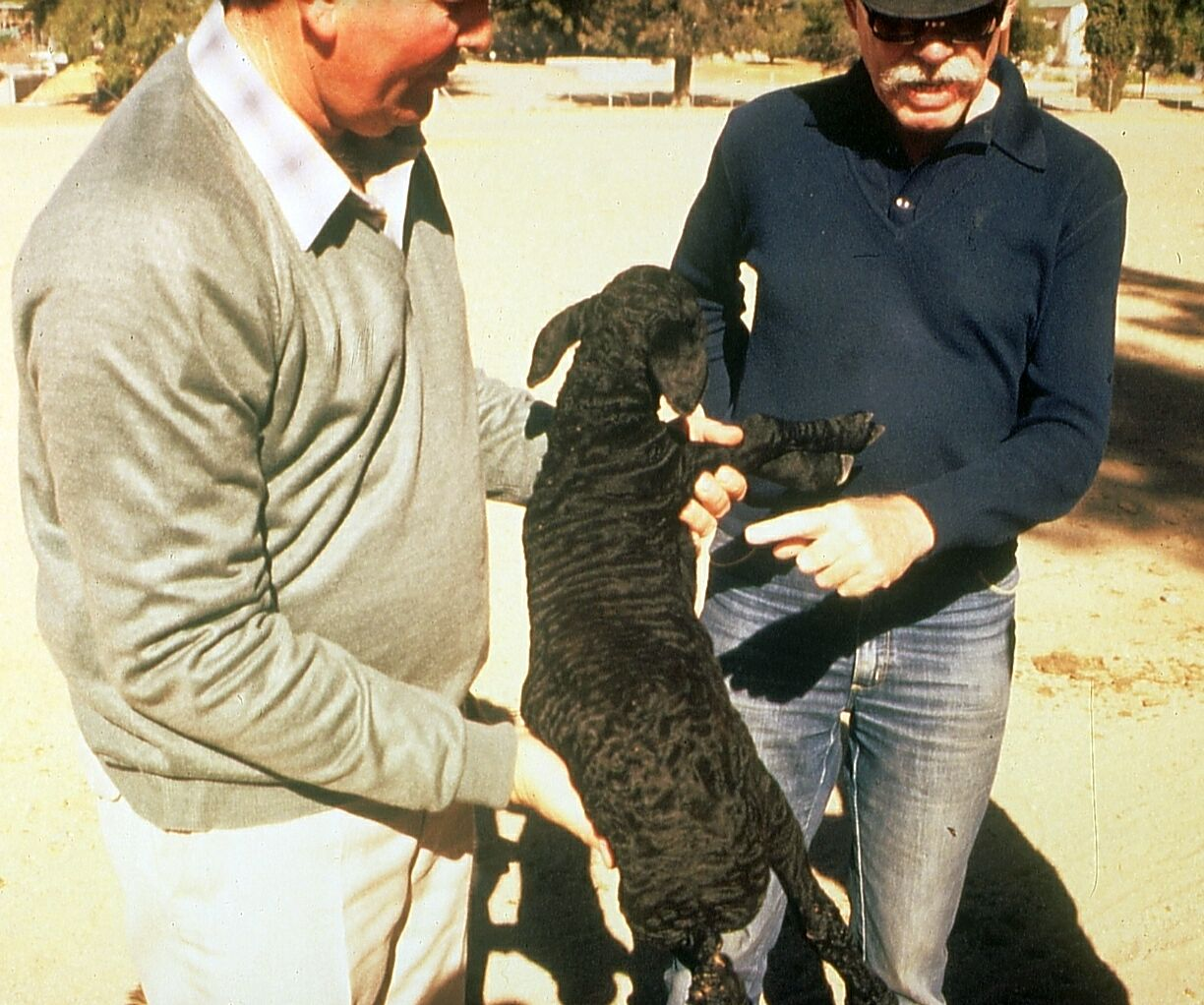
Svart karakullamm
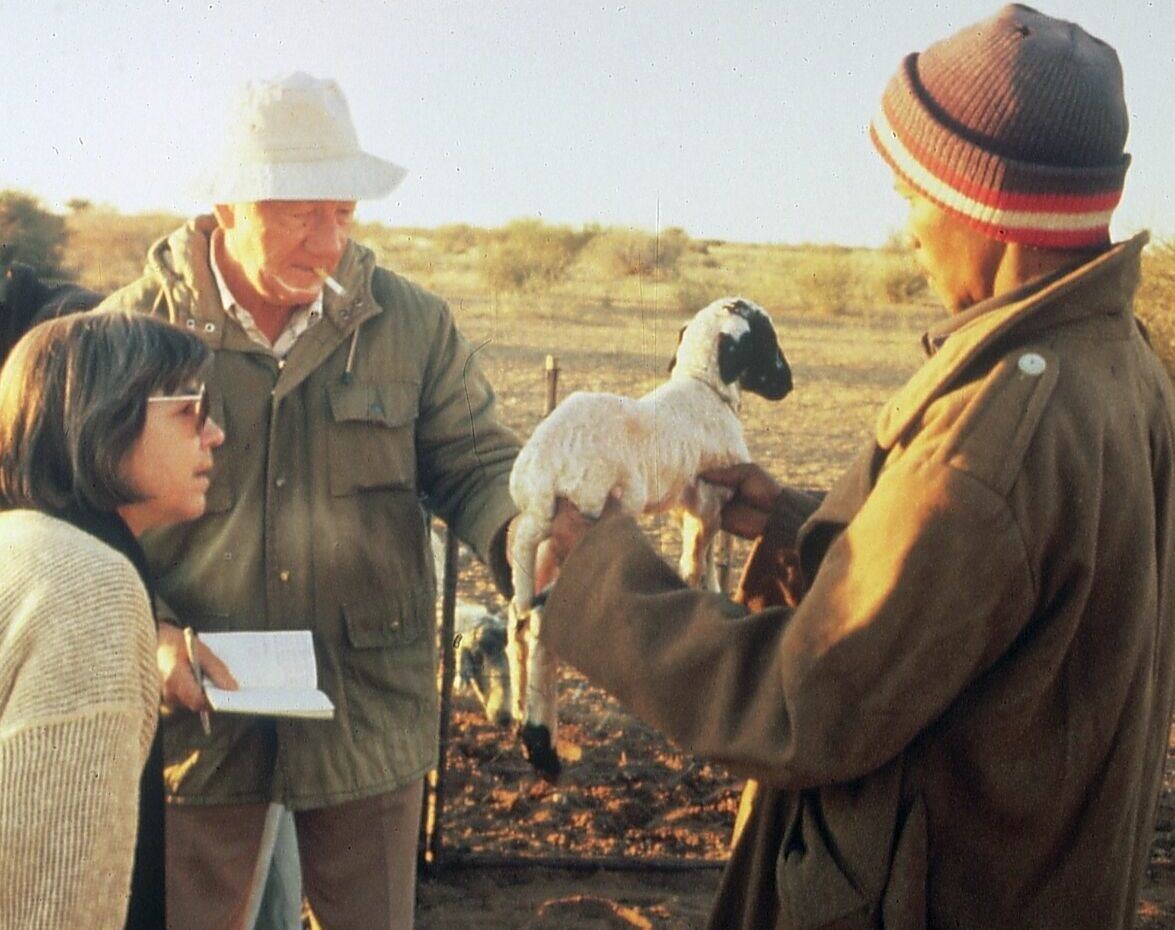
Vitt karakullamm